# خاندان کورودا
خاندان کورودا (به ژاپنی: 黒田氏 Kuroda-shi) یکی از خاندان‌های سامورایی در طی دوره سنگوکو و دوره ادو بود.

## شجره نامه‌های کلیدی
«فوکوئوکا»
1. کورودا تاکامونه
2. کورودا تاکاماسا (متوفی ۱۵۲۳)
3. کورودا شیگتاکا (۱۵۰۸–۱۵۶۴)
4. کورودا موتوتاکا (۱۵۲۴–۱۵۸۵)
5. کورودا یوشیتاکا (۱۵۴۶–۱۶۰۴)
6. کورودا ناگاماسا (۱۵۶۸–۱۶۲۳)
7. کورودا تادایوکی (۱۶۰۲–۱۶۵۴)
8. کورودا میتسیوکی (۱۶۲۸–۱۷۰۷)
9. کورودا سوناماسا (۱۶۵۹–۱۷۱۱)
10. کورودا نوبوماسا (۱۶۸۵–۱۷۴۴)
11. کورودا سوگوتاکا (۱۷۰۳–۱۷۷۵)
12. کورودا هارویوکی (۱۷۵۳–۱۷۸۱)
13. کورودا هاروتاکا (۱۷۵۴–۱۷۸۲)
14. کورودا ناریتاکا (۱۷۷۷–۱۷۹۵)
15. کورودا ناریکیو (۱۷۹۵–۱۸۵۱)
16. کورودا ناگاهیرو (۱۸۱۱–۱۸۸۷)
17. کورودا ناگاتومو (۱۸۳۹–۱۹۰۲)
18. کورودا ناگاشیگه (۱۸۶۷–۱۹۳۹)
19. کورودا ناگامیچی (۱۸۸۹–۱۹۷۸)
20. کورودا ناگاهیسا (۱۹۱۶–۲۰۰۹)
21. ناگاتاکا کورودا (۱۹۵۲–)

«آکیزوکی»
| - کورودا ناگائوکی (۱۶۱۰–۱۶۶۵) - کورودا ناگاشیگه - کورودا ناگانوری - کورودا ناگاسادا - کورودا ناگاکونی | - کورودا ناگایوشی - کورودا ناگاکاتا - کورودا ناگانوبو - کورودا ناگاتسوگو - کورودا ناگاموتو | - کورودا ناگایوشی - کورودا ناگانوری |  |

تورن-جی 'Tōren-ji
| - کورودا تاکاماسا (۱۶۱۲–۱۶۳۹) - کورودا یوکیکاتسو (۱۶۳۴–۱۶۶۳) - کورودا ناگاهیرو (۱۶۵۹–۱۷۱۱) (به عنوان دامنه Naogata) - کورودا ناگاکیو (۱۶۶۷–۱۷۲۰) |

## معروفترین اعصای خاندان کورودا

### کورودا یوشیتاکا

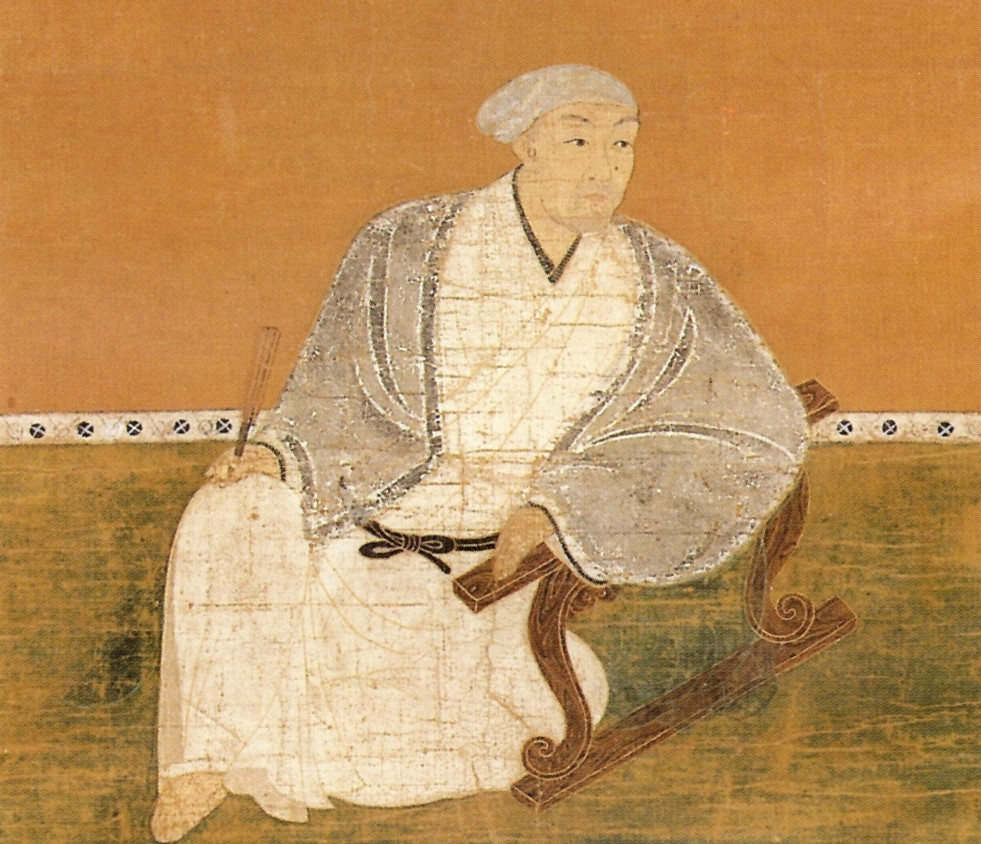
تصویری از کورودا یوشیتاکا

کورودا کانبی (همچنین به عنوان کورودا جوسوی و کورودا یوشیتاکا شناخته می‌شود) یک فرمانده نظامی دوره سنگوکو بود که به عنوان یک تاکتیک‌دان نابغه شناخته می‌شود. او یک فرمانده نظامی ماهر در تاکتیک‌هایی مانند «حمله تدارکاتی» بود که منابع غذایی دشمن را در حین محاصره قطع می‌کرد و همچنین «حمله آبی» مانند حمله به قلعه تاکاماتسو (استان اوکایاما کنونی) که این قلعه را به یک قلعه شناور تبدیل کرد. به همین دلیل می‌گویند که اربابش تویوتومی هیده‌یوشی گاهی بیشتر از او می‌ترسید تا اینکه به او اعتماد داشته باشد. او جانشین تاکه‌ناکا شیگه‌هارو (هانبی) به عنوان استراتژیست ارشد و مشاور هیده‌یوشی شد. او علاوه بر اینکه یک استراتژیست نظامی بود، چهره یک استاد قلعه‌ساز را نیز دارد که به همراه کاتو کیوماسا و تودو تاکاتورا به عنوان یکی از «سه قلعه‌ساز بزرگ» شناخته می‌شوند و چهره یک «همسر دوست‌داشتنی» از خود به نمایش گذاشته است زیرا او در دوران چندهمسری ژاپن تنها یک همسر داشت.
کورودا کانبی (کورودا یوشیتاکا) در قلعه هیمه‌جی، ولایت هاریما (در جنوب استان هیوگو کنونی) در سال ۱۵۴۶ (تنبون ۱۵) به دنیا آمد. پدر او کورودا موتوتاکا، یکی از ملازمان ارشد ارباب قلعه هاریما، کودرا ماساموتو (小寺政職) و مادرش «ایواهیمه»، دختر خوانده کودرا ماساموتو بود. یوشیتاکا آنقدر با استعداد بود که به او اجازه داده شد از نام خانوادگی خاندان کودرا استفاده کند و به عنوان «کودرا موریتاکا» ارباب قلعه هیمه‌جی، شد.
کورودا کانبی در سال ۱۵۵۹ (سال دوم ایروکو) در سن ۱۴ سالگی مادرش را از دست داد، اولین بار در ۱۷ سالگی در سال ۱۵۶۲ (سال پنجم ایروکو) جنگید و در سال ۱۵۶۷ (سال دهم ایروکو) در سن ۲۱ سالگی او سرپرستی خانواده را بر عهده گرفت و تروهیمه، دختر کوشیهاشی کوره‌سادا، ارباب قلعه شیکاتا در ولایت هاریما را به عنوان همسر اصلی (سی‌شیتسو) خود انتخاب کرد. یک سال بعد از ازدواج، پسر آنها، کورودا ناگاماسا (نام کودکی او «شوجومارو») به دنیا آمد. کانبی کورودا فقط یک همسر اصلی داشت و هیچ همسر غیر اصلی‌ای (سوکوشیتسو) نداشت.
در دهه ۱۵۷۰، اودا نوبوناگا که  ولایت اُواری (استان آیچی کنونی) را متحد کرد و موری تروموتو، دایمیو شوگو ولایت آکی (استان هیروشیما کنونی)، شروع به گسترش قدرت خود کردند. ولایت هاریما، جایی که کانبی کورودا در آن زندگی می‌کرد، از نظر جغرافیایی بین خاندان اودا و خاندان موری قرار داشت.
کورودا کانبی به اربابش کودرا ماساموتو (小寺政職) توصیه کرد که با اودا نوبوناگا هم پیمان شود و گفت: «بیایید به جای موری دفاعی، از اودای تهاجمی جانبداری کنیم.»
در سال ۱۵۷۳ (تنشو ۱)، او به عنوان فرستاده‌ای از خاندان کودرا از قلعه گیفو بازدید کرد و با اودا نوبوناگا گفتگو داشت. در این زمان گفته می‌شود که او شمشیر معروف «هشی‌کیری هاسبه» へし切長谷部 را به عنوان جایزه از نوبوناگا اودا دریافت کرد (تئوری‌های مختلفی وجود دارد). پس از آن، کورودا کانبی تحت کنترل تویوتومی هیده‌یوشی، یکی از دست نشاندگان اودا نوبوناگا قرار گرفت.

#### زندانی شدن

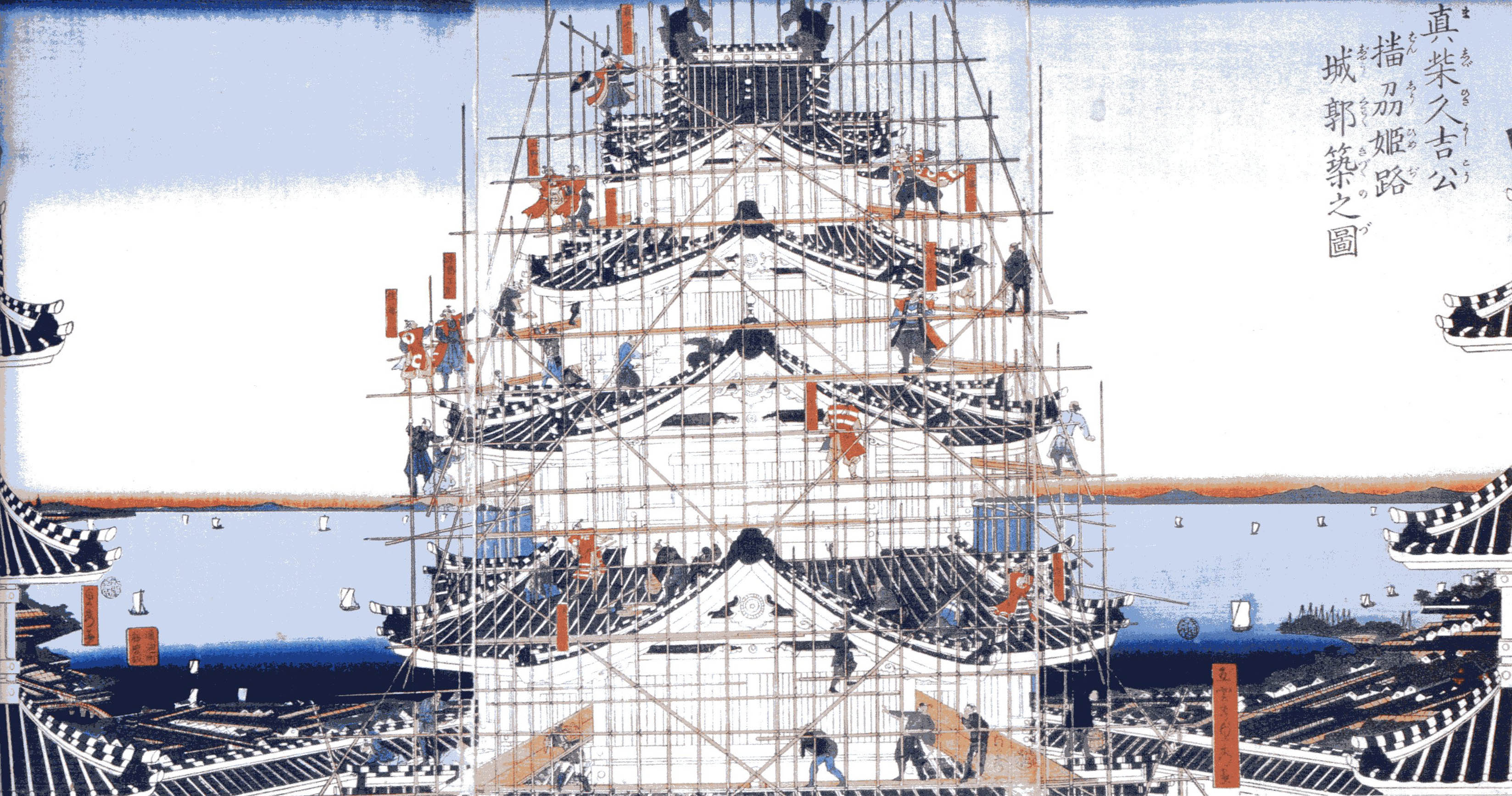
بازسازی قلعه هیمه‌جی در سال ۱۵۷۷ (تنشو ۵)، یوشیتاکا این قلعه را به هیده‌یوشی سپرد. هیده‌یوشی در ۱۵۸۰ بعد بازسازی‌های اساسی انجام داد و قلعه هیمه‌جی را به قلعه ای مدرن تبدیل کرد.

در سال ۱۵۷۷ (سال پنجمتنشو ۵)، کورودا کانبی به عنوان پیشتاز حمله به چوگوکو به اودا نوبوناگا خدمت کرد. اقامتگاه او، قلعه هیمه‌جی، به پایگاه مهمی برای حمله به چوگوکو تبدیل شد، بنابراین او آن را به تویوتومی هیده‌یوشی بخشید. در عوض، او قلعه کوکوفویاما (国府山城) (همچنین به عنوان مگاجو (妻鹿城) شناخته می‌شود، امروزه در نزدیکی ایستگاه مگا (هیوگو) آثار و ویرانه آن باقی است)، واقع در ۴٫۵ کیلومتری جنوب قلعه هیمه‌جی را بازسازی کرد و آن را به همراه پدرش محل اقامت خود قرار داد. این اولین قلعه ای است که توسط کورودا کانبی ساخته شده است. کورودا کانبی فرماندهان نظامی ولایت هاریما را یکی پس از دیگری متقاعد کرد تا در کنار ارتش اودا قرار گیرند.
در سال ۱۵۷۸ (سال ششم تنشو)، کورودا کانبی به تنهایی به قلعه آریئوکا/قلعه ایتامی (ایتامی، هیوگو امروزی، استان هیوگو) رفت تا آراکی موراشیگه که در حال برنامه‌ریزی برای کودتا علیه  اودا نوبوناگا بود، را متقاعد کند تا شورش نکند. با این حال او اسیر شد و در سیاه چالی کوچک و تنگی در قلعه آریئوکا زندانی شد. اودا نوبوناگا که از زندانی شدن او اطلاع نداشت، عدم بازگشت او از قلعه را به عنوان «خیانت» تلقی کرد و عصبانی شد. او به تویوتومی هیده‌یوشی دستور داد که پسر کورودا کانبی، کورودا ناگاماسا را بکشد. یک سال بعد، در اکتبر ۱۵۷۹، قلعه آریئوکا/قلعه ایتامی سقوط کرد و کورودا کانبی به‌طور معجزه‌آسایی نجات یافت. در مدت زندانی شدن در سیاه چال موهایش ریخته بود، پاهایش توان حرکت نداشتند و قیافه‌اش کاملاً تغییر کرده بود.
زمانی که تویوتومی هیده‌یوشی متوجه شد که کانبی خیانت نکرده و تغییر سمتی نداده است، گفته می‌شود که گریه کرد و به خاطر اعدام پسرش، کورودا ناگاماسا، عذرخواهی کرد. با این حال، معلوم شد که مشاورش تاکه‌ناکا شیگه‌هارو (هانبی)، که تویوتومی هیده‌یوشی دستور انجام اعدام را به او محول کرده بود، در واقع ناگاماسا را به جای کشتن پنهان کرده و جان او را نجات داده است.
تاکه‌ناکا شیگه‌هارو/هانبی یک فرمانده نظامی بود که به همراه کورودا کانبی به عنوان مشاور در خدمت تویوتومی هیده‌یوشی بود. هانبی در مدت ناپدید شدن کانی همواره معتقد از او دفاع می کرد و معتقد بود که هیچ امکانی وجود ندارد که کانبی به ارباش اودا نوبوناگا خیانت کرده باشد.
وقتی اودا نوبوناگا، توضیح تویوتومی هیده‌یوشی و کورودا کانبی در مورد این حادثه شنید، از تاکه‌ناکا شیگه‌هارو/هانبی صمیمانه تشکر کرد. با این حال، تاکه‌ناکا شیگه‌هارو/هانبی، که مخفی شده بود، قبلاً در ماه ژوئن به دلیل بیماری درگذشته بود و نامه ای از خود به جای گذاشته بود که در آن نگرانی خود را برای خانواده کورودا بیان می‌کرد. از آن زمان به بعد، تویوتومی هیده‌یوشی شروع به استفاده از کانبی به عنوان یک ملازم مهم کرد.
علاوه بر این، دایمیو، کودرا ماساموتو، به دنبال آراکی موراشیگه، علیه نوبوناگا اودا شورش کرد. با این حال، هنگامی که توسط کانبی نجات یافت، او فرار کرد و بر اثر بیماری درگذشت. در نتیجه، رابطه ارباب و ملازمی بین کورودا کانبی و ارباب سابقش کودرا ماساموتو از بین رفت.

#### استراتژیست جنگی
کانبی کورودا استعداد خود را به عنوان یک استراتژیست جنگی نشان داد. او راهبردهای مختلفی را توسعه داد تا جایی که به عنوان یک ژنرال نادر و باهوش شناخته شد.
اول نبرد میکی است که از مه ۱۵۷۸ (تنشو ۶) تا فوریه ۱۵۸۰ (تنشو ۸) رخ داد.
کانبی کورودا، که به فرمانده ارتش اودا، هیده‌یوشی تویوتومی، همراه با تاکه‌ناکا شیگه‌هارو/هانبی خدمت می‌کرد، به این نتیجه رسیدند که استفاده از زور علیه بشو ناگاهارو، که در درون قلعه میکی (شهر میکی، هیوگو کنونی، استان هیوگو) پنهان شده بود، دشوار خواهد بود. گفته می‌شود که او روشی ابداع کرد که «حمله تأمین غذا» را قطع می‌کرد، آن را به تویوتومی هیده‌یوشی پیشنهاد کرد و موفق شد آن را فتح کند.
بعداً در سال ۱۵۸۰ (تنشو ۸)، کورودا کانبی به دلیل موفقیت‌هایش در فتح هاریما، ۱۰۰۰۰ ککو توسط اودا نوبوناگا دریافت کرد. بعداً او قلعه ساسانومارو را در (یاماساکی، هیوگو شیسو، هیوگو، هیوگو) تعمیر کرد و آن را قلعه خود ساخت. گفته می‌شود که این دومین قلعه کورودا کانبی است.
همچنین، در سال ۱۵۸۱ (تنشو ۹)، در طول نبرد با ارتش موری، او یک حمله «کاتسوگوروشی» به تدارکات انجام داد و قلعه توتوری (شهر توتوری امروزی، استان توتوری) را تصرف کرد.
در سال ۱۵۸۲ (تنشو ۱۰)، در خلال تصرف قلعه بیچو تاکاماتسو و (استان اوکایاما کنونی)، تیزهوشی خود را با نگاه کردن به زمین و پیشنهاد به تویوتومی هیده‌یوشی نشان داد و پیشنهاد کرد که این منطقه برای «حمله آبی» مناسب است.

#### پس از مرگ اودا نوبوناگا، او به تویوتومی هیده‌یوشی کمک کرد تا کشور را متحد کند
در سال ۱۵۸۲ (تنشو ۱۰)، اودا نوبوناگا در حادثه معبد هوننو که توسط آکچی میتسوهیده ایجاد شد، درگذشت و ملازمان او آشفته و سردرگم شدند. در این میان، کورودا کانبی به تویوتومی هیده‌یوشی گفت: «این فرصت خوبی برای او برای تسلط و تصاحب کشور است».
علاوه بر این، کورودا کانبی از تویوتومی هیده‌یوشی خواست تا «بازگشت از چوگوکو» داشته باشد و صلح با خاندان موری را پیشنهاد کرد. پس از آن، کورودا کانبی مسئول شینگاری ارتش تویوتومی (مسئول امنیت نیروهای عقب‌نشینی و جلوگیری از تعقیب دشمن) بود و ارتش آکچی در نبرد یامازاکی را تحت سلطه خود درآورد.
در سال ۱۵۸۳ (تنشو ۱۱)، زمانی که تویوتومی هیده‌یوشی در حال اتحاد و یکپارچگی ژاپن بود، کانبی کورودا مسئول طراحی قلعه اوساکا بود. این سومین قلعه ای است که او می‌ساخت. در طول ساخت این قلعه، کانبی کورودا به فوشین بوگیو (که در حال حاضر به عنوان وزیر زمین، زیرساخت، حمل و نقل و گردشگری شناخته می‌شود) تحت مدیریت تویوتومی تبدیل شد.

#### حمله به شیکوکو

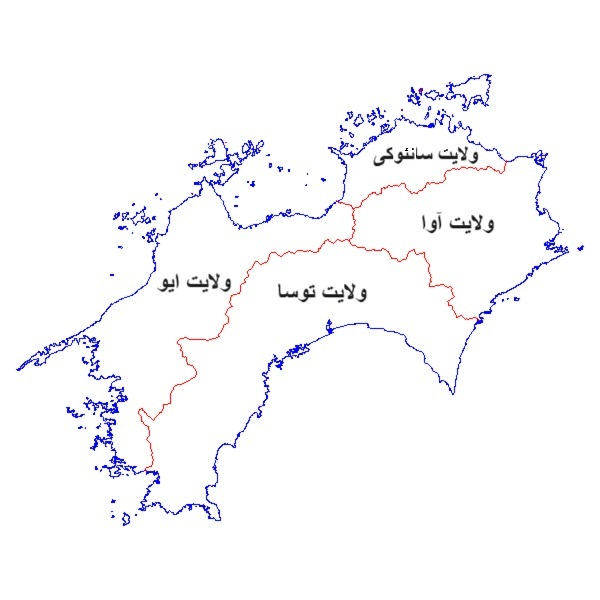
نقشه شیکوکو در پایان دوره سنگوکو

در سال ۱۵۸۵ (تنشو ۱۳)، زمانی که تویوتومی هیده‌یوشی اقدام به حمله به شیکوکو کرد، خرد خود را به عنوان یک ژنرال نشان داد. چوسوکابه موتوچیکا دشمن را به قلعه سانوکی اوئدا (讃岐植田城) (ولایت سانوکی امروزی، استان کاگاوا) هدایت کرد، اما مقر فرماندهی خود را در ولایت آوا (استان توکوشیما کنونی) قرار داد و در حال برنامه‌ریزی یک حمله و شبیخون شبانه بود.
کانبی کورودا استراتژی چوسوکابه موتوچیکا را دریافت و به هیده‌یوشی توصیه کرد که حمله به ولایت آوا را در اولویت قرار دهد. در نتیجه، قلعه هاکوچی (شهر امروزی میوشی، توکوشیما، استان توکوشیما)، جایی که چوسوکابه موتوچیکا نیروهای خود را سنگربندی کرده بود، توسط ارتش تویوتومی محاصره شد. چوسوکابه موتوچیکا سعی کرد حمله کند، اما در نهایت توسط ملازمان خود متقاعد شد که صلح را بپذیرد. گفته می‌شود که چوسوکابه موتوچیکا از باخت به زیرکی کانبی کورودا به شدت غمگین شد.
در طول رژیم تویوتومی، مراسم چای ژاپنی (چانویو-جلسه و گردهمایی نوشیدن چای) رایج بود. با این حال، گفته می‌شود که کورودا کانبی در ابتدا از مراسم چای ژاپنی خوشش نمی‌آمد. تویوتومی هیده‌یوشی کورودا کانبی را برای یک جلسه مخفیانه چای دعوت کرد و به او توضیح داد: «این نوع بحث‌های مخفیانه مزیت مراسم چای است.» تویوتومی هیده‌یوشی در ادامه گفت: «اگر در یک روز خلوت با شما تماس بگیرم و مخفیانه با شما صحبت کنم، مشکوک می‌شوید و مشکل ایجاد می‌کنید. اینجا به بهانه یک مراسم چای، کسی به ما مشکوک نمی‌شود.»
کانبی کورودا تحت تأثیر این موضوع قرار گرفت و گفت: «امروز، برای اولین بار، شگفتی‌های مراسم چای را درک کردم. برای توانایی ژنرال بزرگ (تویوتومی هیده‌یوشی) من واقعاً این واقعیت را تحسین می‌کنم که شما می‌توانید به یک ایده توجه کنید بدون اینکه به آن بچسبید.» می‌گویند او پس از آن عاشق مراسم چای شد.

#### گرویدن به مسیحیت
کانبی کورودا به عنوان یک مسیحی تعمید یافت و نام غسل تعمید «دون شیمئون» 「ドン・シメオン」 را به خود گرفت. کورودا کانبی به مسیح ایمان داشت، اما بعداً به کورودا ناگاماسا گفت: «تنها کاری که باید انجام دهید این است که به خدا دعا کنید، از پروردگارتان عذرخواهی کنید و بسیاری از چیزها حل خواهد شد.»
بر اساس‌نامه‌های به جا مانده از مبلغان یسوعی، لوئیس فرویس و گریگوریوس د سس‌پدس، کانبی کورودا در حدود اوت ۱۵۸۵ به عنوان یک مسیحی غسل تعمید داده شد (تنشو ۱۳) (تئوری نیز وجود دارد که در سال ۱۵۸۳ بوده است). می‌گویند حدود ۳۸ یا ۴۰ سال داشت.
در ماه مه همان سال، «فتح شیکوکو» آغاز شد. در ماه اوت، چوسوکابه موتوچیکا تسلیم شد و فتح شیکوکو به پایان رسید. مرگ پدر محبوبش، کورودا موتوتاکا (اوت ۱۵۸۵)، اندکی پس از آن ممکن است یکی از دلایل غسل تعمید او باشد.
او به توصیه کونیشی یوکیناگا، تاکایاما شیگه‌تومو/تاکایاما اوکون و گامو اوجیساتو، که از قبل از دایمیوهای مسیحی بودند، مسیحی شد. گفته می‌شود کانبی کورودا و کونیشی یوکیناگا، در جریان فتح شیکوکو با هم همکاری و کار می‌کردند.
علاوه بر این، تاکایاما شیگه‌تومو/تاکایاما اوکون و گامو اوجیساتو از شاگردان ارشد سن نو ریکیو بودند و با کورودا کانبی دوست مراسم چای بودند. او باید پس از شنیدن این موضوع از زبان سه جنگ سالار مسیحی که با یکدیگر آشنایی داشتند، به دکترین مسیحیت علاقه‌مند شده باشد. در نامه لوئیس فرویس آمده است که پس از غسل تعمید، کانبی کورودا چندین بار از معاون استان یسوعی در اوساکا بازدید کرد و پیشنهاد کمک به هر طریق ممکن برای کلیسا را ارائه کرد. همچنین گفته می‌شود که او ارتباط عمیقی با بودیسم (به ویژه ذن بودیسم) داشته است، که گواه آن این است که نام «جوسوی» را برگزیده و در سال‌های آخر سر خود را می‌تراشیده است.

#### فتح کیوشو

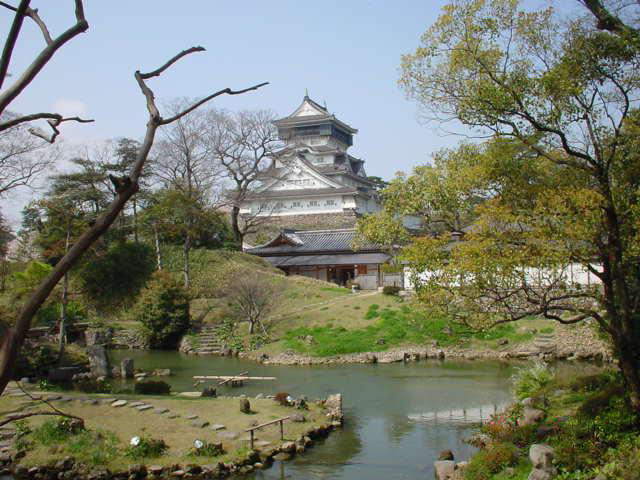
قلعه کُوکورا

کانبی کورودا در «فتح کیوشو» (نبرد با شیمازو یوشیهیرو) که در سال ۱۵۸۶ آغاز شد (تنشو ۱۴) مسئول فرماندهی عملیاتی (ناظر نظامی) بود و یکی پس دیگری قلعه‌های ولایت بوزن (استان فوکوئوکای کنونی) را فتح کرد.
ابتدا کورودا کانبی، به عنوان پیشتاز رهبری ارتشی متشکل از ۴۰۰۰ نیرو، قلعه بوزن کوکورا (شهر کیتاکیوشو، فوکوئوکا امروزی، استان فوکوئوکا) را با ارتش خاندان موری، خاندان کیکاوا و کوبایاکاوا هیده‌آکی تصرف کرد. پس از آن، ژنرال‌های بوزن در قلعه بوزن ماتسویاما (شهر کاندا کنونی، ناحیه کیوتو، استان فوکوئوکا) تسلیم شدند. به این ترتیب کورودا کانبی در کمتر از یک سال تمام قلعه‌های مهم بوزن را تصرف کرد.
پس از آن، خاندان شیمازو در سال ۱۵۸۷ (تنشو ۱۵) تسلیم شدند و صلح کیوشو را تکمیل کردند. با این حال، وقتی تویوتومی هیده‌یوشی از شهر هاکاتا بازدید کرد، از متروک بودن آن شگفت زده شد. شهر هاکاتا در پی نبردهای مکرر ویران شده بود و در وضعیت وحشتناکی قرار داشت؛ بنابراین، تویوتومی هیده‌یوشی به کانبی کورودا و دیگران دستور داد تا شهر ویران شده را بازسازی کنند. پس از دریافت این دستور، کانبی کورودا یک طرح بازسازی به نام «تایکوماچی واری» را برای بهبود منظر شهری ویران راه‌اندازی کرد. تایکوماچی واری دو بار با همکاری بازرگانان هاکاتا انجام شد. در این سازماندهی مجدد شهری، گروه‌هایی به نام «ناگاره» در هر بخش از هاکاتا تشکیل شد. حتی امروزه جشنواره‌های بزرگی مانند هاکاتا جیئون یاماکاسا به این سبک برگزار می‌شود.

#### کانبی کورودا ولایت بوزن را دریافت کرد
کورودا کانبی توسط تویوتومی هیده‌یوشی به خاطر موفقیت‌هایش در آرام کردن کیوشو ستایش شد و ۱۲۰۰۰۰ ککو در ۶ ناحیه ولایت بوزن (دو سوم ولایت بوزن) و قلعه اوماگاتاکه (شهر یوکوهاشی، فوکوئوکا فعلی، استان فوکوئوکا) اعطا شد. هنگامی که کورودا کانبی از ولایت هاریما وارد قلعه اوماگاتاکه شد، تویوتومی هیده‌یوشی به او دستور داد تا ولایت بوزن را بررسی کند.
تویوتومی هیده‌یوشی توزیع قلمرو در کیوشو را دوباره سازماندهی کرد. در نتیجه سازماندهی مجدد، کی شیگه‌فوسا، ارباب قلعه کی دانی (منطقه چیکجو امروزی، استان فوکوئوکا)، علیرغم همکاری با کیوشو توسط تویوتومی هیده‌یوشی، جابجا شد. کی شیگه‌فوسا که اجدادشان نزدیک به ۴۰۰ سال بر این قلعه حکومت می‌کردند، از این اقدام ناراضی بودند و شورش کردند.
کورودا کانبی با پسرش کورودا ناگاماسا برای سرکوب این امر کار کرد و در سال ۱۵۸۸ (تنشو ۱۶)، کی شیگه‌فوسا تسلیم شد اما با این وجود توسط کانبی و ناگاماسا ترور شد.

#### کورودا کانبی محل اقامت خود را ازقلعه اوماگاتاکهبهقلعه ناکاتسومنتقل کرد

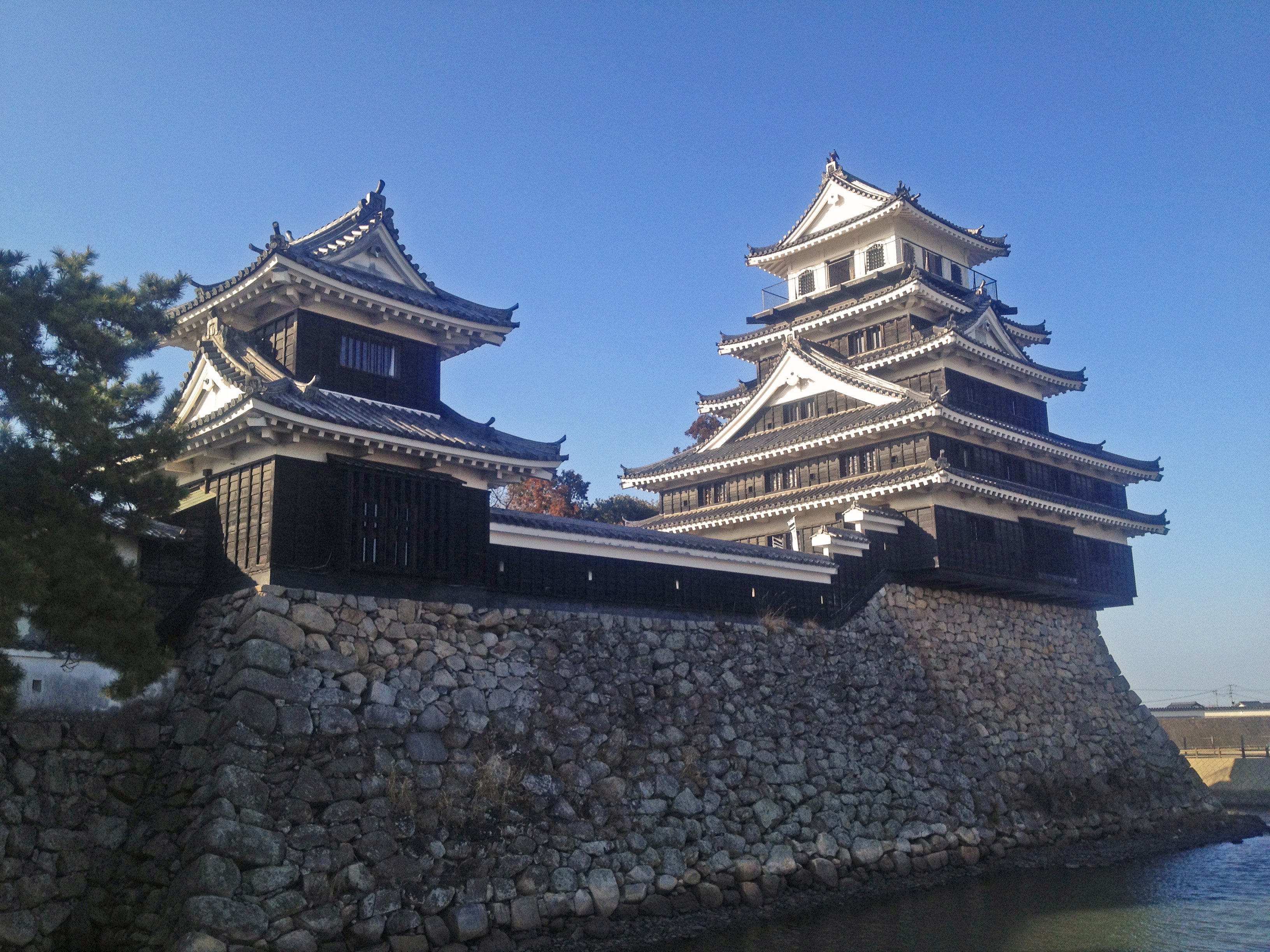
قلعه ناکاتسو (در شهر ناکاتسو، اوئیتا در استان اوئیتا فعلی)

کورودا کانبی به فکر انتقال قلعه به سرزمین هموار افتاد زیرا قلعه اوماگاتاکه  که پایگاه اصلی حکومت بوزن بود، یک قلعه کوهستانی بود و ساختن یک شهر قلعه موفق دشوار بود.
بنابراین کورودا کانبی قلعه ناکاتسو (در شهر ناکاتسو، اوئیتا در استان اوئیتا فعلی) را در زمین پهن و هموار ناکاتسو ساخت و پایگاه خود را به ناکاتسو منتقل کرد. (چهارمین بار ساختن قلعه).
قلعه ناکاتسو در مرکز بوزن و رو به روی رود تاکاسه قرار دارد که به دریای داخلی ستو متصل می‌شود و نقطه کلیدی برای حمل و نقل آبی و زمینی است. علاوه بر این، ناکاتسو دشت وسیعی دارد و یکی از مناطق پیشرو در تولید برنج در کیوشو است؛ بنابراین، برای کورودا کانبی، این منطقه عالی برای کنترل صنایع تجاری، صنعتی و حمل و نقل بود.
قلعه ناکاتسو با نبوغ کانبی کورودا طراحی شده است. به‌طور خاص، برای دیوارهای سنگی از روش «آنو-اوزومی» (穴太積み あのうずみ）  که از سنگ‌های طبیعی با استفاده از فناوری سطح بالا در آن زمان استفاده می‌کرد، ساخته شد.
کورودا کانبی از بازرگانان هیمه‌جی، کیوتو و هاکاتا دعوت کرد تا رونق ناکاتسو را ارتقا بخشد. نام محله‌هایی که بازرگانان در آن زندگی می‌کردند، «محله هیمه‌جی»، «کیوماچی» و «شهر هاکاتا» هنوز باقی مانده‌اند.
تقسیم‌بندی فعلی شهر ناکاتسو، اوئیتا از زمان حکومت کورودا کانبی تغییر چندانی نکرده است. می‌توان عظمت کانبی کورودا را دید که پایه و اساس شهر ناکاتسو، اوئیتا را ایجاد کرده است.
.

#### نام جوسوی را برگزید و ریاست خانواده را به پسرش ناگاماسا کورودا سپرد
بعداً، در سال ۱۵۸۹ (۱۷ تنشو)، کورودا کانبی ریاست خانواده را به پسر ارشدش کورودا ناگاماسا سپرد و خود یک راهب شد و نام «جوسوی» (如水/じょすい) را به خود گرفت.
کانبی کورودا مسئول طراحی قلعه تاکاماتسو در استان سانوکی (استان کاگاوا کنونی) در سال ۱۵۸۸ (تنشو ۱۶) و قلعه هیروشیما در ولایت آکی در سال ۱۵۸۹ (تنشو ۱۷) بود. این پنجمین و ششمین بار بود که او یک قلعه می‌ساخت.
حتی با وجود اینکه کورودا کانبی ریاست خانواده را به ناگاماسا کورودا سپرد، توانایی و خرد او به عنوان یک ژنرال کاهش نیافته بود، و هنگامی که حمله به اوداوارا در سال ۱۵۹۰ اتفاق افتاد، او به عنوان یک مذاکره کننده عمل کرد و خاندان هوجو را متقاعد کرد که قلعه را بدون خونریزی تسلیم کنند.
در طول حمله به اوداوارا، تویوتومی هیده‌یوشی به متحدان خود به اطراف نگاه کرد و گفت: «تا به حال چنین ارتش بزرگی ندیده بودم.» کورودا کانبی پاسخ داد: «در آن زمان (دوره کاماکورا) ژنرال‌های خوبی وجود داشتند که می‌توانستند ارتشی متشکل از یک میلیون نفر را فرماندهی کنند، اما من فکر نمی‌کنم امروز چنین ژنرال‌های خوبی وجود داشته باشد.»
گفته می‌شود تویوتومی هیده‌یوشی پاسخ داده است: «اگر کسی بتواند این ارتش بزرگ را فرماندهی کند، این کار تنها از کانبی برخواهد آمد.»
در سال ۱۵۹۲ (تنشو ۲۰)، او به عنوان «مدیر عمومی ساخت قلعه» در طول تهاجم ژاپن به کره (۱۵۹۸–۱۵۹۲) خدمت کرد و مسئول طراحی قلعه ناگویا (شهر کاراتسو کنونی، استان ساگا) بود که به عنوان یک مرکز عمل می‌کرد. پایگاهی برای اعزام نظامی تویوتومی هیده‌یوشی به کره (ساخت قلعه هفتم).
همچنین، هنگامی که کانبی کورودا نیروها را به کره فرستاد، یک صنعتگر خوب کره‌ای به نام هاچیزان (八蔵重貞) را به ژاپن آورده شد. این صنعتگر کره ای بعداً خاستگاه سبک ظروف سرامیک به نام ظروف تاکاتوری شد.

#### نبرد سکیگاهارا
هنگامی که نبرد سکیگاهارا در سال ۱۶۰۰ آغاز شد (سال پنجم کیچو)، پسرش کورودا ناگاماسا، نیروهای خاندان کورودا را رهبری کرد و به ارتش شرقی پیوست. در نتیجه، قلعه ناکاتسو، جایی که کورودا کانبی در آن قرار داشت، خالی از نیروهای دفاعی شد. با این حال، در زمانی که کورودا ناگاماسا دور بود، لازم بود از قلعه دفاع شود. کورودا کانبی تمام پس‌انداز خود را خرج کرد و ۹۰۰۰ رونین (سامورایی بدون ارباب) جمع‌آوری کرد.
کورودا کانبی با موفقیت رونین‌ها را رهبری کرد و دایمیوها را در کیوشو که یکی پس از دیگری در کنار ارتش غربی قرار گرفته بودند را شکست داد. در نبرد ایشیگاکیبارا (شهر بپو کنونی، استان اوئیتا)، همچنین به عنوان «نسخه کیوشو از نبرد سکیگاهارا» شناخته می‌شود، ارتش خاندان اوتومو به رهبری اوتومو یوشیمونه شکست خورد.
کورودا کانبی همچنین قلعه یاناگاوا (شهر یاناگاوا فعلی، استان فوکوئوکا) متعلق به تاچیبانا مونه‌شیگه از ارتش غربی را متقاعد به تسلیم کرد، این قلعه به عنوان «بهترین در کیوشو» شناخته می‌شد. در این زمان، کورودا کانبی از طریق ملاقات با کاتو کیوماسا از ارتش شرق، تاچیبانا مونه‌شیگه را متقاعد کرد. این متقاعد کردن بر اساس پیوند قوی بین کاتو کیوماسا و تاچیبانا مونه‌شیگه در زمان اعزام نیروها به کره بود. به این ترتیب کورودا کانبی بر دایمیوهای ارتش غربی چیره شد و مدتی کنترل کیوشو را به دست گرفت.

#### نامشخص بودن محل دفن

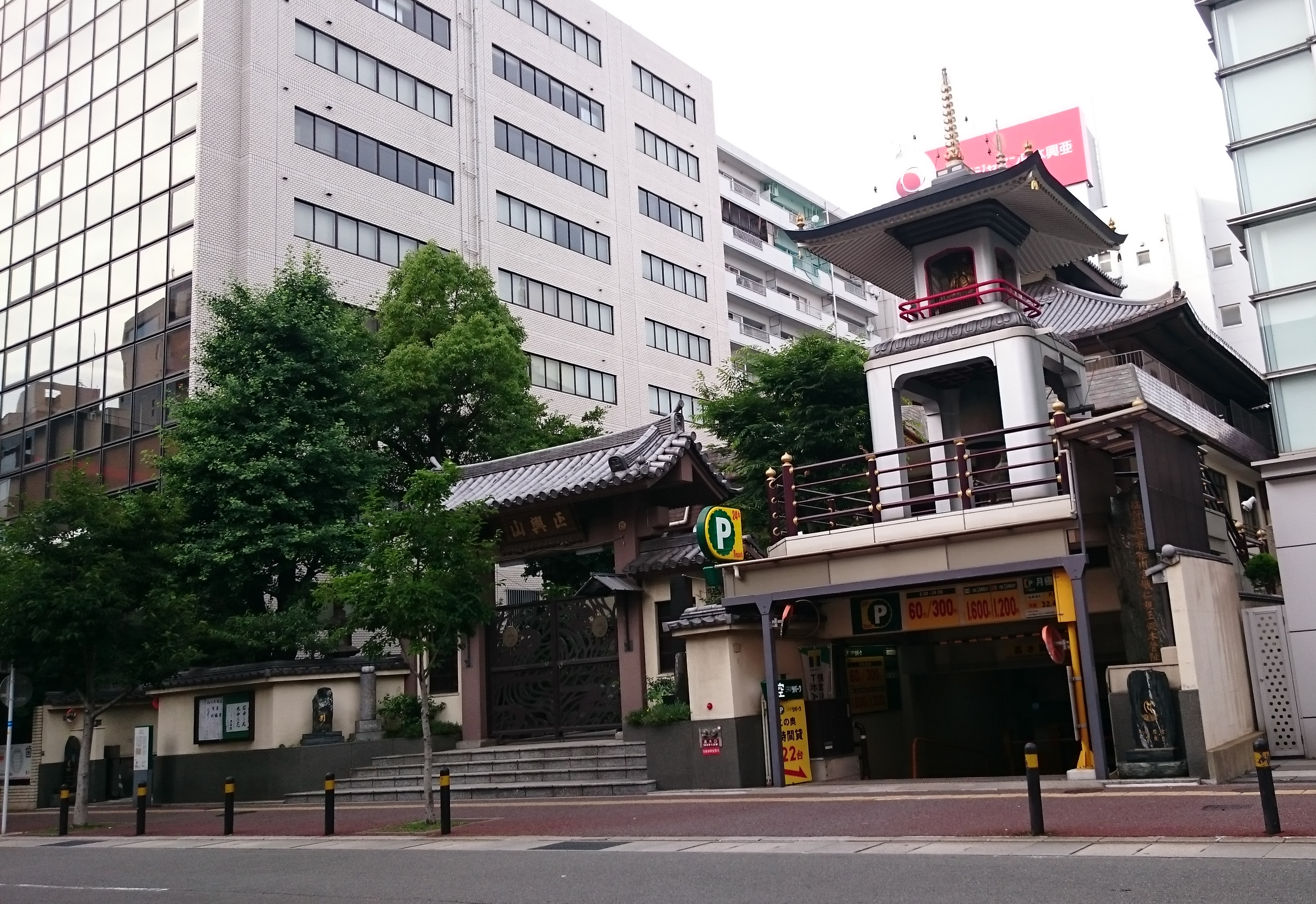
معبد شوریوجی (استان فوکوئوکا) که و به جای «کلیسای جامع یادبود جوسوی» در همان مکان ساخته شده است.

در سال ۱۶۰۴ کانبی /جوسوی درگذشت. از آنجایی که کانبی /جوسوی به مسیحیت گرویده بود، مراسم تشییع جنازه او هم به سبک کاتولیک مسیحی و هم به سبک بودایی در مقیاس وسیع در معبد دایتوکو-جی فرقه رینزای در کیوتو و جاهای دیگر برگزار شد.
از سال ۱۶۱۲ شوگون‌سالاری ادو ممنوعیت مسیحیت را صادر کرد و شروع به کنترل شدید مسیحیان کرد. به این دلیل رد پای کانبی به عنوان یک مسیحی را نمی‌توان در اسناد خانوادگی و سایر اسناد یافت. در نهایت حقیقت به امروز منتقل نشده و گویا معلوم نیست کانبی واقعاً کجا دفن شده است. کانبی در فوشیمی، کیوتو، درگذشت. او از پسرش خواست جسد او را حمل کند و در کلیسایی در هاکاتا دفن کند. بر اساس سوابق مبلغان مسیحی در آن زمان، جسد کانبی از فوشیمی، کیوتو به هاکاتا، فوکوئوکا فرستاده شد و به خاک سپرده شد. گفته می‌شود که مراسم باشکوهی برگزار شد و یک «کلیسای جامع یادبود جوسوی» (امروزه شوریوجی (استان فوکوئوکا) به جای آن در همان مکان ساخته شده) بر اساس وصیت او برای قرار دادن جسد او ساخته شد. گفته می‌شود که کانبی درست قبل از مرگش وصیت‌نامه‌ای به جای گذاشته و خواستار اهدای ۱۰۰۰ قطعه طلا به هزینه‌های ساخت کلیسا شده است. تقریباً در همان زمان، ناگاماسا معبد ریوکوجو-این را برای عزاداری کانبی در معبد دایتوکو-جی در کیوتو ساخت. قبری که گمان می‌رود مربوط به کانبی باشد هنوز در اینجا باقی مانده است.
علاوه بر این، در تاریخچه خانواده آمده است که جسد در معبد سوفوکو-جی به خاک سپرده خواهد شد. معبد سوفوکو-جی معبد خانوادگی خاندان کورودا است و هنوز در بخش هاکاتا، شهر فوکوئوکا قرار دارد و مقبره‌های بزرگ سران متوالی خانواده در آنجا است. البته قبر کانبی هم وجود دارد. با این حال، به نظر می‌رسد که بقایای جسد کانبی در زمان دفن مجدد او در محل قبر فعلی پیدا نشد. پسرش ناگاماسا نیز در جوانی غسل تعمید گرفت، اما در مورد آن مشتاق نبود، و اغلب در سوابق مبلغان مذهبی به این عدم اشتیاق اشاره شده است. با این حال، او اجازه ساخت یک کلیسای جدید را داد. از سوی دیگر، همچنین ثبت شهد که ناگاماسا ۱۵ تا ۲۰ روز پس از این مراسم مسیحی یک مراسم تشییع جنازه بودایی برگزار کرد.

### کورودا ناگاماسا

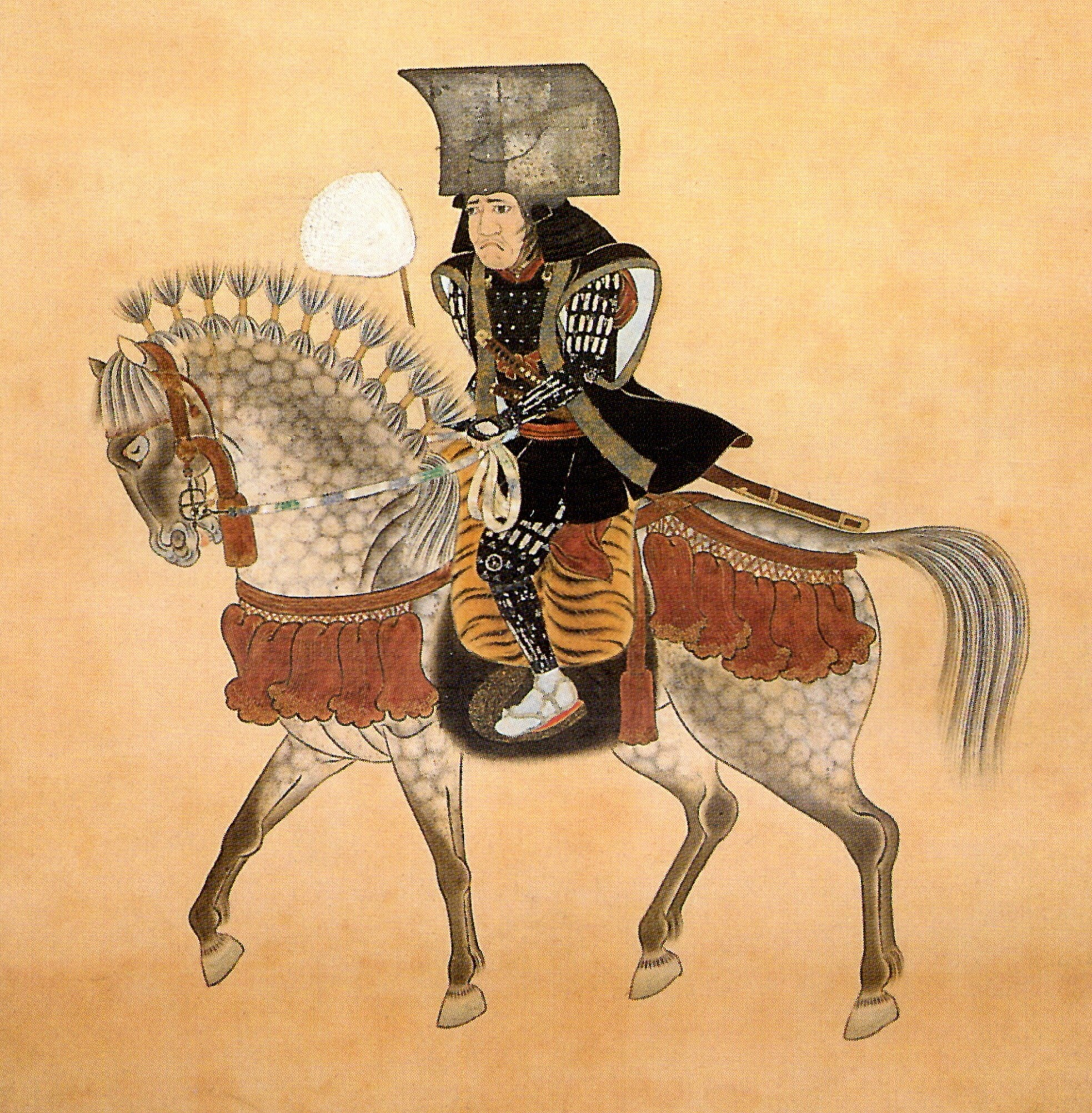
کورودا ناگاماسا

«ناگاماسا کورودا» در سال ۱۵۶۸ (سال یازدهم ایروکو) به دنیا آمد. نام دوران کودکی او «شوجو» و نام رایج او «کیچیبی» بود. در ابتدا، خاندان کورودا به خاندان کودرا خدمت می‌کردند، اما از سال ۱۵۷۷ به همراه پدرشان، کورودا کانبی (کورودا یوشیتاکا) به اودا نوبوناگا خدمت می‌کردند. زمانی که پدر ناگاماسا، کورودا کانبی (کورودا یوشیتاکا)، به عنوان تاکتیک‌ساز در خدمت تویوتومی هیده‌یوشی درآمد، ناگاماسا به عنوان گروگان به خانواده تویوتومی هیده‌یوشی سپرده شد؛ بنابراین، ناگاماسا کورودا دوران کودکی خود را در قلعه ناگاهاما در ولایت اومی (استان شیگا کنونی) گذراند.
با کورودا ناگاماسا به عنوان یک گروگان رفتار می‌شد، اما او رابطه خوبی با تویوتومی هیده‌یوشی و همسر اصلی اش ننه/کیتا نو ماندوکورو داشت و با برخورداری از محبت آنها بزرگ شد. کورودا ناگاماسا علیرغم اینکه در موقعیت یک گروگان بود، زندگی کاملی داشت. او در اکتبر ۱۵۷۸ با بزرگ‌ترین بحران زندگی خود روبرو شد. آراکی موراشیگه به اودا نوبوناگا خیانت کرد و نبرد قلعه آریئوکا را آغاز کرد. آراکی موراشیگه اعلام کرد که از طرف خاندان موری که دشمن اودا نوبوناگا بود جانبداری خواهد کرد و خود را در قلعه آریئوکا سنگر گرفت.
تویوتومی هیده‌یوشی در مواجهه با این وضعیت به کورودا کانبی (کورودا یوشیتاکا)، دوست قدیمی آراکی موراشیگه، دستور داد تا با آراکی موراشیگه گفتگو کند و او را متقاعد به تسلیم کند. با این حال، کورودا کانبی که سعی کرد او را متقاعد کند، در عوض توسط آراکی موراشیگه دستگیر و در قلعه او زندانی شد. کورودا کانبی به این ترتیب اسیر شد، اما اودا نوبوناگا از دلیل عدم بازگشت او از قلعه مطلع نبود. در نتیجه اودا نوبوناگا خشمگین شد و فکر کرد که کورودا کانبی (کورودا یوشیتاکا) به او خیانت کرده و به آراکی تسلیم شده است. او به تویوتومی هیده‌یوشی دستور داد تا پسرش ناگاماسا را اعدام کند. به این ترتیب کورودا ناگاماسا بدون اینکه خودش بداند در بزرگ‌ترین بحران زندگی خود قرار گرفت. هیده‌یوشی دستور اعدام ناگاماسا را گرفته بود، اما او در اجرای این اعدام مردد بود. با این حال، هیچ بهانه ای برای مخالفت با فرمان ارباب پیدا نکرد. در آن زمان تاکه‌ناکا شیگه‌هارو (هانبی) که در خدمت تویوتومی هیده‌یوشی بود، پیشنهاد کرد که اعدام ناگاماسا توسط او انجام شود.
در واقع، تاکه‌ناکا شیگه‌هارو (هانبی) از درایت خود استفاده کرد تا از اعدام ناگاماسا کورودا جلوگیری کند. او کورودا ناگاماسا را به قلمرو خود برد و در عمارت یک رعیت پنهان کرد.
بعداً، در اکتبر ۱۵۷۹، پدرش، کورودا کانبی (کورودا یوشیتاکا) از زندانآراکی موراشیگه نجات یافت، شرایط آشکار شد و کورودا کانبی (کورودا یوشیتاکا) از جرم شورش پاک شد. در آنجا گزارش شد که ناگاماسا نیز زنده است و او بخشیده شد.

#### ناگاماسا به عنوان یک دست نشانده تویوتومی هیده‌یوشی مبارزه می‌کند
پس از از دست دادن اودا نوبوناگا در حادثه معبد هوننو که در سال ۱۵۸۲ رخ داد (تنشو ۱۰)، پدر و پسر کورودا به تویوتومی هیده‌یوشی خدمت کردند و از مبارزات جانشینی اودا نوبوناگا حمایت کردند. او از سنین جوانی خود را متمایز کرد و برای موفقیت‌های نظامی‌اش در نبرد شیزوگاتاکه ۴۵۰ ککو به‌دست‌آورد و برای کارهایش در نبرد کوماکی و ناگاکوته ۲۰۰۰ ککو دیگر دریافت کرد. نبرد برای جانشینی اودا نوبوناگا با پیروزی تویوتومی هیده‌یوشی به پایان رسید. پس از آن اگاماسا در پروژه تویوتومی هیده‌یوشی برای متحد کردن ژاپن شرکت کرد.
پدر و پسر کورودا همچنین در خلال «آرام‌سازی کیوشو» کارهای نظامی انجام دادند و تویوتومی هیده‌یوشی به کورودا کانبی (کورودا یوشیتاکا) ۱۲۵۰۰۰ ککو اعطا کرد. همچنین در این دوره، پدر و پسر کورودا به عنوان مسیحی تعمید یافتند و ناگاماسا نام غسل تعمید «دامیان» را گرفت. پس از آن در سال ۱۵۸۷ (تنشو ۱۵)، تویوتومی هیده‌یوشی فرمان اخراج مبلغان مسیحی از ژاپن «دستور اخراج باترن» را صادر کرد. هیده‌یوشی پس از این دستور ناگاماسا را مجبور به تغییر مذهب کرد. تحت رژیم توکوگاوا، او به یک آزاردهنده مسیحیت تبدیل شد و مسیحیان را در قلمرو خود به شدت مجازات می‌کرد.

#### پس از بازنشستگی پدرش کانبی کورودا، او سرپرستی خانواده را بر عهده گرفت و نیروها را به کره اعزام کرد
هنگامی که کورودا کانبی (کورودا یوشیتاکا) در سال ۱۵۸۹ بازنشسته شد (تنشو ۱۷)، کورودا ناگاماسا به عنوان سرپرست خانواده به دست گرفت و قلمرو فوکوئوکا/قلمرو چیکوزن متشکل از ۱۲۰۰۰۰ ککو را در ولایت بوزن (استان فوکوئوکای فعلی و استان اوئیتا شمالی) به دست آورد.
او همچنین در تهاجم ژاپن به کره (۱۵۹۸–۱۵۹۲)/ «نبرد بونروکو-کیچو» که در سال ۱۵۹۲ آغاز شد (بونروکو ۱) شرکت کرد و به کره (کشور) رفت. ناگاماسا در حین مبارزه با ارتش سخت جنگنده تویوتومی هیده‌یوشی، ارتش مینگ را در هانسئونگ (سئول کنونی) شکست داد، مانند نبرد بیوکجه‌گوان/نبرد هکیتیکان و نبرد قلعه اولسان و غیره. به دلیل مرگ تویوتومی هیده‌یوشی، ارتش تویوتومی هیده‌یوشی تصمیم به عقب‌نشینی گرفت و کورودا ناگاماسا نیز به ژاپن بازگشت.
پس از مرگ تویوتومی هیده‌یوشی، او با ایشیدا میتسوناری مخالفت کرد و به توکوگاوا ایه‌یاسو نزدیک شد. کورودا ناگاماسا مدتی با ایشیدا میتسوناری، رئیس گو-بوگیو (پنج مدیر ارشد اداری/بوگیو)، روابط بدی داشت، اما پس از مرگ تویوتومی هیده‌یوشی، به درگیری انجامید؛ بنابراین کورودا ناگاماسا ناگهان به توکوگاوا ایه‌یاسو نزدیک شد که او نیز با ایشیدا میتسوناری درگیر بود.
علاوه بر این، او همراه با کاتو کیوماسا، که با میتسوناری ایشیدا نیز درگیر بود. او حتی قبل از نبرد سکیگاهارا دست به اقدامات مسلحانه زده بود، از جمله حمله به ایشیدا میتسوناری به قصد ترور. اگرچه این حمله خود با شکست به پایان رسید، اما نشان دهنده خصومت شدید کورودا ناگاماسا با ایشیدا میتسوناری است.

#### نبرد سکیگاهارا
در روز دوم از ماه ششم ۱۶۰۰، ایه‌یاسو به اربابان مختلف فئودال دستور داد تا اوئه‌سوگی کاگه‌کاتسو را در آیزو تحت سلطه خود درآورند. در در روز دوم از ماه ششم، ناگاماسا با دختر خوانده ایه‌یاسو ای هیمه، ازدواج کرد و در ده روز بعد همراه با سپاه ایه‌یاسو به طرف آیزو رفت.
کورودا ناگاماسا مسئول آماده‌سازی «ارتش شرقی» (ارتش توکوگاوا ایه‌یاسو) برای آماده شدن برای نبرد سکیگاهارا بود. توازن قوا بلافاصله قبل از نبرد سکیگاهارا کاملاً آشفته بود، اربابان فئودال با دقت تصمیم می‌گرفتند که در کنار ارتش شرقی (ارتش توکوگاوا ایه‌یاسو) یا ارتش غربی (ارتش ایشیدا میتسوناری) قرار بگیرند.
دلیل این امر این بود که هم ارتش شرقی (ارتش توکوگاوا ایه‌یاسو) و هم ارتش غربی (ارتش ایشیدا میتسوناری) ملازمان تویوتومی هیده‌یوشی بودند و هر دو دایمیوهای قدرتمندی در کنار خود داشتند. واضح بود که این یک نبرد سرنوشت‌ساز برای تعیین جانشین تویوتومی هیده‌یوشی خواهد بود، بنابراین اگر او انتخاب اشتباهی می‌کرد، احتمال نابودی خانواده اش بسیار زیاد بود؛ بنابراین، هر دو ارتش شرقی و غربی بر وارد کردن «نیروی سوم» به اردوگاه خود تأکید داشتند. او کاملاً درک می‌کرد که کشیدن دایمیوهای بلاتکلیف به سمت خود و جلوگیری از فرار آنها مستقیماً به پیروزی در جنگ منجر می‌شود.
ناگاماسا کورودا به فوکوشیما ماسانوری اعتقاد داشت و شک توکوگاوا ایه‌یاسو به او را برطرف کرد. ناگاماسا کورودا که مصمم بود در کنار ارتش شرقی قرار بگیرد، از تاکتیک‌های مختلفی برای جذب نیرو به اردوگاه خود استفاده کرد. در سال ۱۶۰۰ (سال پنجم کیچو)، توکوگاوا ایه‌یاسو نگران بود که اربابان فئودال در حال تغییر موضع طرفداری خود هستند و اقدامات کورودا ناگاماسا آغاز شد.
توکوگاوا ایه‌یاسو به ویژه در مورد تغییر طرف محتاط بود، به خصوص در مورد فوکوشیما ماسانوری، که به عنوان محرک اصلی ایشیدا میتسوناری در نظر گرفته می‌شد. این به این دلیل است که فوکوشیما ماسانوری یک دایمیوی بزرگ بود و در صورت جدایی، انتظار می‌رفت که بسیاری از فرماندهان نظامی دست به اقدامات مشابهی بزنند. علاوه بر این، اوکیتا هیده‌ایه، نزدیک به ماسانوری، اعلام کرده بود که به ارتش غرب خواهد پیوست و معتقد بود که ماسانوری می‌تواند تحت تأثیر قرار گیرد.
با این حال، ناگاماسا، که به ویژه به فوکوشیما ماسانوری نزدیک بود، به توکوگاوا ایه‌یاسو اطمینان داد که او طرف ایشیدا میتسوناری را نخواهد گرفت. کورودا ناگاماسا به دلیل دوستی با او می‌دانست که فوکوشیما ماسانوری چقدر از ایشیدا میتسوناری متنفر است. این نظر او به توکوگاوا ایه‌یاسو بسیار اطمینان داد و ماسانوری فوکوشیما در واقع به عنوان عضوی از ارتش شرق تبدیل شد. در اینجا، درستی قضاوت ناگاماسا ثابت شد.

#### کیکاوا هیروایه با موفقیت متقاعد شد
کیکاوا هیروایه که از نوادگان کیکاوا موتوهارو (پسر دوم موری موتوناری) از خاندان موری بود که حمایت خود را از ارتش غربی ابراز کرده بود. او یک شخصیت مرکزی در ارتش غرب بود، اما کیکاوا هیروایه نمی‌توانست تصمیم بگیرد که طرف کدام طرف باشد؛ بنابراین، کورودا ناگاماسا به شدت با کیکاوا هیروایه نامه رد و بدل کرد و به خاندان کیکاوا قول داد که از این موقعیت استفاده کنند. اگرچه او نتوانست خانواده کیکاوا را به‌طور کامل به طرف خود جلب کند، اما این وعده که خاندان قدرتمند کیکاوا در مورد جنگیدن جدی نخواهند بود بسیار ارزشمند بود و در عین حال ضربه بزرگی به ارتش غربی بود.
علاوه بر این، او مرتباً دست نشانده‌های خود را نزد کوبایاکاوا هیده‌آکی می‌فرستاد و به این نکته اشاره می‌کرد که قصد دارد با او به عنوان یک هم‌رزم رفتار کند. در اصل، ارتباط عمیقی بین خانواده کورودا و خانواده کوبایاکاوا وجود داشت، و کورودا ناگاماسا موفق شد کوبایاکاوا هیده‌آکی را در روز نبرد به سوی خود بکشد.
بالاخره روز نبرد سکیگاهارا فرا رسید. موری ریوکاوا (کیکاوا هیروایه، کوبایاکاوا هیده‌آکی) که کورودا ناگاماسا به آنها نزدیک شده بود، همان‌طور که از قبل وعده داده بود به ارتش غربی خیانت کردند و در نتیجه ارتش غرب فروپاشید. خود جنگ با پیروزی ارتش شرق به سرعت به پایان رسید.
ناگاماسا کورودا نیز نقش فعالی در میدان جنگ داشت. او نه تنها استراتژی خود، بلکه شجاعت خود را نیز نشان داد، مانند شکست دادن شیما ساکون، مرد قدرتمندی که از ایشیدا میتسوناری حمایت می‌کرد. این امر در شکست ارتش غرب تعیین‌کننده بود.
تلاش‌های کورودا ناگاماسا در نبرد توسط توکوگاوا ایه‌یاسو بسیار ستوده شد و قلمرو او با ۱۲۰۰۰۰ ککو بیش از ۴ برابر شد و به ۵۲۰۰۰۰ ککو رسید و کل ولایت چیکوشی (ایالت فوکوئوکای فعلی) به او داده شد. به این ترتیب کورودا ناگاماسا به سرعت تبدیل به یک دایمیو پرقدرت و ثروتمند شد.
کورودا ناگاماسا تصمیم گرفت قلعه جدیدی در ولایت بسازد زیرا قلعه خاندان کوبایاکاوا که تا آن زمان رئیس خانواده بود، ناکافی بود. این قلعه فوکوئوکا بود که در سال ۱۶۰۶ تکمیل شد (کیچو ۱۱).

#### در محاصره زمستانی اوساکا و محاصره تابستانی مشارکت داشت
چهارده سال پس از اینکه ارتش شرقی در نبرد سکیگاهارا به پیروزی قاطع رسید و کشور در دست توکوگاوا ایه‌یاسو بود، محاصره زمستانی اوساکا برای از بین بردن بقایای خاندان تویوتومی آغاز شد. کورودا ناگاماسا مستقیماً در نبرد شرکت نکرد زیرا به او مأموریت داده شد در طول این نبرد در ادو بماند، اما خود نبرد، با پیروزی طرف توکوگاوا به پایان رسید.
سپس، هنگامی که جنگ در سال بعد در محاصره تابستانی اوساکا آغاز شد، او به جای اینکه در پشت جبهه و محل نبرد بماند، در واقع به میدان جنگ رفت تا به عنوان عضوی از واحد توکوگاوا هیده‌تادا خدمت کند. در این زمان او با متحد خود کاتو یوشی‌آکی و دیگران اردوگاهی برپا کرد. او به طرز اثرگذاری به پیروزی طرف توکوگاوا و سقوط خاندان تویوتومی کمک کرد.
در سال ۱۶۰۴ (کیچو ۹)، پدرش کورودا کانبی که پس از بازنشستگی خود را «جوسوی» نامیده بود، درگذشت و مراسم خاکسپاری برای او برگزار شد.
در سال ۱۶۲۳، بیماری او تشدید شد و در سن ۵۶ سالگی درگذشت. پسر بزرگ ناگاماسا، کورودا تادایوکی، جانشین او شد، اما گفته می‌شود که او در مورد توانایی‌های پسرش تردید داشت و به او مایل نبود که او جانشین شود. نگرانی‌های ناگاماسا به واقعیت تبدیل شد و تادایوکی بعداً باعث ایجاد آشفتگی در خانواده اش شد و او را در موقعیتی قرار داد که بقای قلمروش در خطر قرار گرفت.

### کورودا تادایوکی

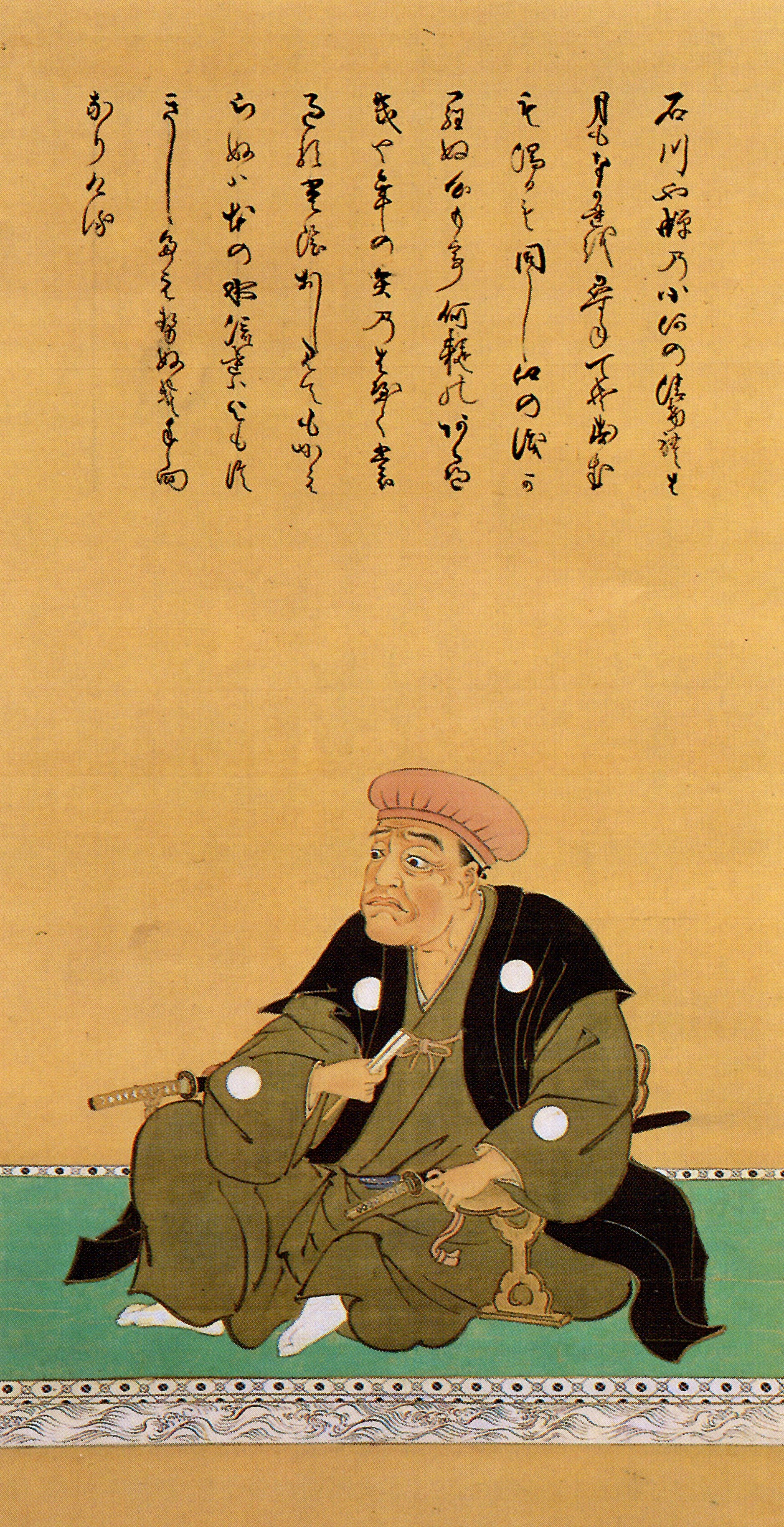

نیمه اول دوره حکمرانی دومین ارباب قلمرو فوکوئوکا، تادایوکی کورودا (۱۶۰۲–۵۴) با حکمرانی شوگون سوم توکوگاوا ایه‌میتسو قدرت دیکتاتوری را در کنترل اربابان فئودال شوگون‌سالاری و دوره سیاست انزوای ملی همراه بود. با این حال، در این دوران نیز مجموعه ای از وقایع بود که سیستم شوگونی را آشفته می‌کرد، مانند درگیری بین اربابان فئودال، قحطی سراسری، و قیام در میان کشاورزان مسیحی.
در سال ۱۶۲۳ پدر او کورودا ناگاماسا در گذشت و طبق وصیت او پسر بزرگش تادایوکی دومین ارباب قلمرو شد. همچنین، کوری‌یاما توشی‌آکیرا (دایزن)، کورودا میماساکا (کازوناری)، اوگوکو کورانجو (ماسانائو)، و غیره، ملازمان کهنه‌کار از دوران ناگاماسا به نظارت بر مدیریت دامنه ادامه دادند، تادایوکی جوان، کشتی گوزافونه هوئومارو را در سال ۱۶۲۵ ساخت. یک کشتی جنگی که ساخت آن در این دوره ممنوع بود. شوگون سالاری به این موضوع مشکوک شد و تخریب آن آغاز شد. تادایوکی همچنین دست‌نشاندگان نزدیک خود را افزایش داد و آنها را در جایگاه دوم پس از ملازمان اصلی سنتی قرار داد و آنها را به مدیریت قلمرو اضافه کرد.
تادایوکی به تدریج با سر نگهبانان قدیمی به ویژه کوری‌یاما توشی‌آکیرا (دایزن)، وارد درگیری شد و سرانجام در بهار سال ۱۶۳۲ هنگامی که برای سانکین کوتای، دایزن که به دلیل بیماری سر کار نیامد بود، از کار اخراج شد اما از سوی دیگر، دایزن مخفیانه به یک مقام شوگونی شکایت کرد که تادایوکی مظنون به خیانت علیه شوگون‌سالاری است و در پاییز همان سال موفق به فرار از فوکوئوکا و به ادو احضار شد. شوگون سوم توکوگاوا ایه‌میتسو خود در بهار سال بعد در مورد این موضوع تصمیم گرفت. این به اصطلاح کورودا سودو است. در نتیجه، تادایوکی بی گناه شناخته شد و دایزن برای مجازات به تبعید فرستاده شد.

#### شورش شیمابارا
پس از پایان یافتن درگیری یا کورودا سودو تادایوکی برای نشان دادن وفاداری خود به شوگون‌سالاری، تلاش خود را صرف کمک به ساخت قلعه ادو می‌کرد که از سال ۱۶۳۵ توسعه آن پیوسته ادامه داشت. بار مالی این کار بر دوش اربابان فئودال سنگین بود و یکی از عواملی بود که موجب پدید آمدن قحطی سراسری شد. سرانجام، در پاییز، کشاورزان هیزن شیمابارا (استان ناگاساکی کنونی) و هیگو آماکوسا (استان کوماموتو کنونی) که قادر به تحمل ظلم نسبت به مسیحیان و مالیات‌های سنگین نبودند، به شورش برخاستند.
شورش شیمابارا که بین سال‌های ۱۶۳۷ و ۱۶۳۸ رخ داد، یک قیام بزرگ به رهبری کشاورزان مسیحی بود. این قیام شوگون‌سالاری/باکوفو و فئودال‌های مختلف را برآشفته کرد و از آن پس تأثیر عمده ای بر سیاست‌های شوگون‌سالاری گذاشت.
پس از این شورش، کشتی‌های پرتغالی که گمان می‌رفت مسئول تبلیغ مسیحیت بودند، از ورود به ژاپن از طریق دریاها منع شدند و سیاست موجود در محدود کردن تجارت خارجی و ممنوعیت مسیحیت بیشتر تقویت شد و منجر به تکمیل «ساکوکو» شد. ابتدا، در سال ۱۶۴۰، هنگامی که یک کشتی پرتغالی از ماکائو در جستجوی از سرگیری تجارت به ناگاساکی آمد، شوگون‌سالاری که قصد از سرگیری تجارت را نداشتند، خدمه مسیحی را اعدام کردند و کشتی را سوزاندند.
برای آماده شدن برای این انتقام، باکوفو ایستگاه‌های دید از راه دور (تومی بانشو) را در همه حوزه‌های کیوشو راه اندازی کرد. ارباب قلمرو فوکوئوکا در این زمان نسل دوم کورودا تادایوکی (۱۶۵۴–۱۶۰۲) بود. در قلمرو فوکوئوکا ایستگاه‌های دید از راه دور در پنج مکان قرار داشتند. به این ترتیب باکوفو و قلمرو با یکدیگر برای آماده شدن مواجهه برای ورود کشتی‌های خارجی کار می‌کردند.
سال بعد، ۱۶۴۱، سالی بود که تادایوکی باید برای کار به ادو می‌رفت، اما به دلیل نیاز به امنیت در بندر ناگاساکی از این کار معاف شد. سال بعد، به قلمرو ساگا دستور داده شد که مسئولیت حفاظت از بندر ناگاساکی را بر عهده بگیرد، و این زمانی بود که قلمروهای فوکوئوکا و ساگا یک سیستم وظیفه چرخشی را برای محافظت از ناگاساکی آغاز کردند. در سال نگهبانی، سامورایی‌های فئودال برای محافظت از کشتی‌های خارجی و حفظ نظم عمومی به ناگاساکی اعزام شدند. علاوه بر این، خود ارباب فئودال اغلب از ناگاساکی بازدید می‌کرد تا منطقه را بازرسی کند و برای ورود کشتی‌های خارجی آماده شود.
در این شرایط، در سال ۱۶۴۳، یک کشتی پرتغالی در جزیره اوشیما (استان فوکوئوکا) در قلمرو فوکوئوکا کشف شد. خدمه شامل چند ژاپنی و همچنین خارجی‌هایی با شمشیر ژاپنی و لباس ژاپنی بودند که برای گسترش مسیحیت به ژاپن نفوذ کرده بودند. قلمرو فوکوئوکا بلافاصله آنها را گرفت و تا ناگاساکی اسکورت کرد.
فرستاده و یک مقام امنیتی، ناکانه ماساموری‏ با نامه ای از روجو (قدرتمندترین مقام در دولت) که در آن از قلمرو فوکوئوکا به دلیل پاسخ سریع آن ستایش می‌کرد، به این قلمرو آمد که نشان می‌دهد چقدر افشای مسیحیان مهم بوده است.
آماکوسا شیرو به عنوان فرمانده کل در قلعه هارا در شبه‌جزیره شیمابارا سنگر گرفت. حکومت شوگون به فئودال‌های منطقه و ولایت‌های همسایه دستور سرکوب شورش را داد، اما ناکام ماند. در سال بعد، کورودا تادایوکی و دیگران از سوی شوگون دستور گرفتند که به جنگ بروند و تا اواخر فوریه سال بعد، حدود ۱۰۰٬۰۰۰ سرباز دایمیوها قلعه هارا را محاصره کردند و به دستور شوگون به آن حمله کردند. ۱۸٬۰۰۰ نفر از مردان تحت فرمان کورودا تادایوکی در سرکوب این شورش شرکت داشتند.
در حمله همه‌جانبه در روز ۲۷ از ماه دوم سال پانزدهم کانئی، آماکوسا شیرو را اسیر کردند، دفاع نیروهای شورشی شدید بود و تعداد زیادی کشته و زخمی شدند. سپس در بعد روز ۲۸ در حمله نهایی به قلعه اصلی، خود تادایوکی سعی کرد پیشروی کند، نیروهای کورودا اولین حمله کننده به قلعه بودند و سرانجام قلعه هارا سقوط کرد. نبرد با پیروزی قاطع شوگون‌سالاری، پایان یافت.